# L'ultimo desiderio
L'ultimo desiderio è un singolo del cantautore italiano Daniele Silvestri, pubblicato il 12 aprile 2019 come sesto estratto dal nono album in studio La terra sotto i piedi.

## Tracce
1. L'ultimo desiderio – 4:47